# Ипполит Фивский
Ипполи́т Фи́вский, или Ипполи́т Фива́нский (греч. Ἱππόλυτος ὁ Θηϐαῖος, лат. Hippolytus Thebanus; около 650 — около 750) — византийский хронист и историк.

## Биография
Сведения о месте и времени рождения Ипполита не сохранились. Его прозвище «Фивский» указывает на то, что он, скорее всего, был выходцем из греческих Фив в Беотии. Является автором «Хроники» (греч. «Χρονικὸν σύγγραμμα»), сохранившейся не полностью, а лишь во отрывках. Известно более сорока рукописей с различными фрагментами Хроники, наиболее ранние из них относятся к IX веку, в этом же веке встречаются самые ранние упоминания об Ипполите. Предположительно, в полном виде сочинение описывало события мировой истории до VII века.
Сохранившиеся фрагменты описывают большей частью жизнь Святого семейства и родственников Иисуса Христа: Богородицы, Иосифа Обручника, Иоанна Предтечи, апостола Иакова, Иоанна Богослова. Также они включают в себя хронологические таблицы событий и генеалогические списки персонажей новозаветной истории. Например, указывается возраст смерти Богородицы — 59 лет, а также дата её смерти — 41 год н. э. В «Хронике» упоминается Никейский собор 325 г. н. э.
«Хроника» Ипполита цитируется дважды в «Кратких исторических заметках» (греч. Παραστάσεις σύντομοι χρονικαί), относящихся к правлению Константина V Копронима (741—775), включённых в X веке в сборник «Писатели о происхождении Константинополя». В частности, из неё позаимствован рассказ об уцелевшей при пожаре и вывезенной Хосровом II в Персию статуе двухголовой женщины из Панорма и история казни Константином I Великим своего сына Криспа. Епифаний Монах, написавший в XI—XII веках «Житие Богородицы», упоминает «Хронику» Ипполита в качестве одного из источников для своего сочинения. Михаил Глика  в своём сочинении «Хронография», в рассуждении о количестве лет от Вознесения Иисуса Христа до призвания на апостольское служение Павла, также ссылается на Ипполита Фивского. Никифор Каллист Ксанфопул в «Церковной истории» цитирует отрывок из хроники последнего, ошибочно отождествляя его с «епископом старшего Рима» — Ипполитом Римским.
Сохранившиеся отрывки «Хроники» Ипполита Фивского впервые напечатал в 1603 году Генрих Канизий в семитомном сборнике «Antiquae Lectiones, seu antiqua monumenta ad historiam mediae aetatis illustrandam», а в 1692 году переиздал в Риме нидерландский богослов Эммануэль Шельстрате в сборнике «Antiquitas Ecclesiae dissertationibus, monimentis ac notis illustrata». В 1894 году её фрагменты были опубликованы в 117 томе Patrologia Graeca, подготовленном к изданию учёным аббатом Ж. П. Минем. В 1898 году полная критическая публикация фрагментов осуществлена была Францем Дикампом, который выделил несколько редакций «Хроники» и опроверг распространённое мнение о том, что её автор жил в XI веке и являлся, помимо неё, автором сочинения «О 72 учениках Христовых».